# Stele von Savacık
Die Stele von Savacık (armenisch Hevişsor/Havadzor) wurde im Dezember 2006 entdeckt und befindet sich nun im Museum von Van. Der Ort liegt 5 km südlich des Keşiş Gölü in der Osttürkei.
Die Stele ist 2,6 m hoch und ca. 0,7 m dick. Sie ist auf drei Seiten in urartäischer Keilschrift beschriftet. Sie stammt von dem urartäischen Herrscher Rusā Erimenaḫi. Der Text wiederholt weitgehend die Angaben der Stele vom Keşiş Gölü.